# Club Social de Deportes Rangers
Il Club Social de Deportes Rangers è una società calcistica cilena, con sede a Talca. Milita in Primera B.

## Storia
Fondato nel 1902, in 106 anni di storia non ha mai vinto trofei nazionali.

## Rosa Attuale
| N. |                      | Ruolo | Calciatore        |
| -- | -------------------- | ----- | ----------------- |
| 1  | Cile (bandiera)      | P     | Jorge Deschamps   |
| 2  | Argentina (bandiera) | D     | Jorge Sotomayor   |
| 3  | Cile (bandiera)      | D     | Jesús Villalobos  |
| 4  | Cile (bandiera)      | D     | Bruno Romo        |
| 5  | Cile (bandiera)      | C     | Giovanni Narváez  |
| 6  | Cile (bandiera)      | C     | José Barrera      |
| 8  | Cile (bandiera)      | A     | Miguel Orellana   |
| 9  | Argentina (bandiera) | A     | Sergio Comba      |
| 10 | Argentina (bandiera) | A     | Nicolás Trecco    |
| 11 | Paraguay (bandiera)  | C     | Milton Benítez    |
| 12 | Cile (bandiera)      | P     | Felipe Godoy      |
| 13 | Cile (bandiera)      | D     | Vicente Starikoff |
| 14 | Cile (bandiera)      | D     | Guillermo Díaz    |
| 15 | Cile (bandiera)      | C     | Michael Ríos      |
| 16 | Cile (bandiera)      | D     | Felipe Jara       |
| 17 | Cile (bandiera)      | C     | Felipe Fritz      |

| N. |                      | Ruolo | Calciatore         |
| -- | -------------------- | ----- | ------------------ |
| 18 | Cile (bandiera)      | C     | Joaquín Verdugo    |
| 20 | Cile (bandiera)      | C     | Juan José Albornoz |
| 21 | Cile (bandiera)      | D     | Patricio Ramírez   |
| 22 | Cile (bandiera)      | P     | Jaime Guzmán       |
| 23 | Argentina (bandiera) | P     | Luis Aseff         |
| 24 | Cile (bandiera)      | C     | Alfredo Ávalos     |
| 25 | Cile (bandiera)      | C     | José Pérez         |
| 26 | Cile (bandiera)      | C     | Nicolás Rivera     |
| 27 | Cile (bandiera)      | C     | Cristián Arrué     |
| 28 | Cile (bandiera)      | D     | Jordano Cisterna   |
| 29 | Cile (bandiera)      | A     | Sebastián Céspedes |
| 30 | Cile (bandiera)      | A     | Nicolás Medina     |
| 31 | Cile (bandiera)      | A     | Julio Castro       |
| 35 | Cile (bandiera)      | D     | Jaime Mejías       |
|    | Cile (bandiera)      | A     | Luca Pontigo       |
|    | Cile (bandiera)      | C     | Fabián Núñez       |

## Giocatori celebri
- Nicolas Peric
- José Yates
- Juan José Albornoz
- Manuel Ormazábal
- Roberto Bonet
- Roberto Moreira Aldana

## Palmarès

### Competizioni nazionali
- Primera B: 3

1988, 1993, Apertura 1997

### Altri piazzamenti
- Campionato cileno:

Secondo posto: 1969, Apertura 2002
- Copa Chile:

Finalista: 1996
- Primera B:

Secondo posto: 1952, 1977, 2000, 2007, 2011
Terzo posto: 2020, 2024